# Niergnies
Niergnies é uma comuna francesa na região administrativa de Altos da França, no departamento do Norte. Estende-se por uma área de 4.37 km². Em 2010 a comuna tinha 524 habitantes (densidade: 119,9 hab./km²).